# 페가수스자리
페가수스 자리(Pegasus)는 북쪽 하늘의 별자리로, 그리스 신화의 날개달린 말인 페가소스(페가수스)를 따라 명명되었다.
동아시아의 별자리에서는, 북방 현무의 실수와 벽수에 해당 되지 않는다.

## 특징
페가수스자리 알파(마르카브, Markab), 페가수스자리 베타 (쉐아트, Scheat), 페가수스자리 감마 (알게니브, Algenib), 안드로메다자리 알파(알페라츠, Alpheratz 또는 시라흐, Sirrah)의 네 별은 '페가수스의 사각형'을 이룬다.

### 항성
페가수스자리 알파(마르카브), 페가수스자리 베타, 페가수스자리 감마는 안드로메다자리 알파(알페라츠)와 함께 "페가수스 대사각형"이라는 커다란 성군을 이룬다.
페가수스자리 51은 외계 행성을 가지고 있음이 처음으로 밝혀진 유사 태양 항성이다.
페가수스자리 IK는 지구에서 가장 가까운 초신성 후보이다.
외계 행성 HD 209458 b는 분광 분석 결과 대기에 수증기가 존재한다는 증거가 발견되었다.

### 이름 있는 항성
| 통상명   | 바이어 명명법 | 어원   | 의미                         |
| -------- | ------------- | ------ | ---------------------------- |
| 마르카브 | α             | 아랍어 | 말안장                       |
| 쉐아트   | β             | 아랍어 | 다리                         |
| 알게니브 | γ             | 아랍어 | 옆구리                       |
| 에니프   | ε             | 아랍어 | 코                           |
| 호맘     | ζ             | 아랍어 | 혈기왕성한 자                |
| 마타르   | η             | 아랍어 | lucky rain of shooting stars |
| 바함     | θ             | 아랍어 | 가축                         |
| 사달바리 | μ             | 아랍어 | 장엄한 자의 행운의 별        |

### 심원천체
메시에 15(NGC 7078)는 등급 6.4의 구상성단으로, 지구에서 34,000 광년 떨어져 있다. 섀플리 분류로는 IV형 성단, 즉 별이 상당히 많고 그 중심을 향해 집중되어 있는 성단이다. 메시에 15는 1746년에 장도미니크 마랄디가 발견했다.
NGC 7331은 나선은하로 그 거리는 3천 8백만 광년이고 적색편이는 0.0027이다. 1784년에 작곡가이자 천문학자인 윌리엄 허셜이 발견했고, 그 뒤 윌리엄 파슨스가 "나선"이라는 용어를 사용한 최초의 천체들 중 하나이다. 페가수스자리의 또다른 은하로 2형 세이퍼트은하인 NGC 7742가 있다. 지구에서 7천 7백만 광년 떨어져 있고 적색편이는 0.00555이다. 은하핵 속에 초대질량블랙홀을 지닌 활동은하이다. NGC 7742의 중심의 블랙홀 주위에서 기체가 빠른 속도로 움직이기 때문에 특징적인 방출선이 만들어진다.
페가수스자리에는 그 외에도 많은 특이은하를 비롯한 희한한 천체들이 있다. 아인슈타인 십자가는 퀘이사가 전경의 은하 때문에 중력 렌즈 효과를 받은 것이다. 전경의 타원은하는 4억 광년 떨어져 있고 적색편이 0.0394이지만, 배경의 퀘이사는 8십억 광년 떨어져 있다. 렌즈 효과를 받은 퀘이사는 전경의 은하의 중력이 퀘이사의 빛에 작용하여 4개의 상을 만들기 때문에 십자가 모양으로 보인다. 또다른 독특한 천체인 스테판오중은하도 페가수스자리에 있다. 이 천체는 3억 광년 떨어진 은하 다섯 개가 모여 있는 은하군으로, 적색편이는 0.0215이다. 프랑스의 에두아르 스테판이 1877년에 발견한 오중은하는 그 구성 은하들의 상호작용이 매우 독특하다. 다섯 개 중 중간의 두 은하는 붕괴하기 시작했음이 확실해 보이고, 폭발적 항성생성을 일으켜 별들로 이루어진 길쭉한 "꼬리"를 만들었다. 천문학자들은 다섯 개의 은하가 결국에는 하나의 거대한 타원은하로 합쳐질 것이라고 예측하고 있다.

### 유성우
매년 5월 30일이면 페가수스자리 에타 방향에서 페가수스자리 에타 유성군이 관측된다.

## 역사
바빌로니아의 별자리 "이쿠"(IKU, 들판)는 네 개의 별로 이루어져 있었는데, 그 중 세 개가 그리스 별자리 히포스(Hippos, 페가수스)의 일부분이 되었다. 그리스 신화에서 페가수스는 마법의 힘을 가진 날개 달린 말이다. 어느 전설에서는 페가수스의 발굽이 파헤쳐서 생긴 샘물이 히포크레네이며, 그 물을 마신 자는 시(詩)의 재능을 갖게 된다고 한다. 페가수스는 페르세우스가 메두사의 머리를 들고 폴리덱테스에게 돌아갈 때 탔던 말이며, 나중에는 올림푸스 산으로 올라가 제우스의 천둥과 벼락을 운반했다고 한다. 그 뒤 마지막으로 벨레로폰의 말이 되었다. 벨레로폰은 페가수스와 아테나의 도움으로 키마이라를 퇴치하는 데 성공했다. 그러나 벨레로폰은 자식들의 죽음 이후 페가수스를 몰고 올림푸스 산으로 올라가려 하다가, 제우스가 던진 벼락으로 인해 페가수스가 껑충 뛰어올라 땅으로 떨어지고 말았다.
페가수스를 상반신 절반만 있는 말로 묘사한 대부분의 천문학자들과 달리, 고대 페르시아의 아브드 알 라흐만 알 수피는 페가수스자리를 동쪽을 바라보는 완전한 말의 모습으로 묘사했다. 알 수피의 그림에서는 도마뱀자리의 별들이 페가수스의 머리를 이루고 있다. 페가수스자리 베타는 오른앞발이고, 페가수스자리 에타와 뮤는 왼앞발이다. 뒷다리는 페가수스자리 9, 등은 페가수스자리 파이와 백조자리 뮤, 배는 페가수스자리 이오타와 카파이다.
인도에서는 페가수스 대사각형이 월수의 26번째와 27번째에 해당한다. 보다 구체적으로는, 달이 쉴 수 있는 잠자리를 상징한다고 한다,
가이아나의 와라오족과 아라와크족은 대사각형이 기둥 위의 석쇠라고 하였다.

## 시각화

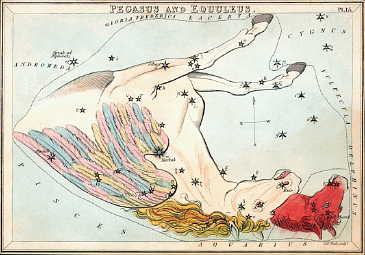
1825년경 런던에서 발행된 별자리 카드 한 벌 Urania's Mirror 중, 조랑말자리와 함께 나타낸 페가수스자리. 주위 별자리들과 비교하여, 말이 거꾸로 뒤집힌 모양이다.

페가수스자리는 대략적으로 정사각형을 이루는 성군이 두드러져 보인다(다만 네 별 중 하나―알페라츠는 현재 공식적으로 안드로메다자리에 속한 것으로 되어 있다). 전통적으로, 페가수스자리 알파, 페가수스자리 베타, 페가수스자리 감마, 안드로메다자리 알파가 이루는 사각형이 말의 몸통을 이루었다. 날개달린 말의 앞다리는 페가수스자리 에타와 페가수스자리 카파, 페가수스자리 뮤와 페가수스자리 1이 각각 이루는 한 쌍의 굽은 선으로 표시된다. 페가수스자리 알파에서 뻗어나와 페가수스자리 세타를 거쳐 페가수스자리 엡실론으로 이어지는 또다른 선은 말의 목과 대가리를 나타낸다. 엡실론이 말 주둥이이다.
한스 아우구스토 레이는 페가수스자리의 별들을 다르게 이어 볼 것을 제안했는데, 그렇게 하면 별자리가 완전한 날개 달린 말의 모양이 된다. 이때 페가수스 대사각형에서 안드로메다자리 알파를 제거함으로써 사각형이 삼각형으로 나뉘어 페가수스의 날개를 나타낸다.